# Helicopsyche livida
Helicopsyche livida là một loài Trichoptera trong họ Helicopsychidae. Chúng phân bố ở miền Australasia.